# 1308
سنة 1308 كانت سنة بسيطة تبدأ يوم الإثنين (الرابط يظهر نموذج التقويم الكامل للسنة) من التقويم اليولياني.

## مواليد
- لونجتشينبا

## وفيات
- أبو ثابت عامر.
- أبو عبد الله محمد أبو عصيدة.
- أبو يحيى أبو بكر الشهيد.
- دانز سكوطس.
- علم الدين البرزالي.
- مارغريت من بورغندي.
- غياث الدين مسعود.